# Tomoji Tanabe
Tomoji Tanabe (田鍋友時 Tanabe Tomoji?, 18 de septiembre de 1895-19 de junio de 2009) fue un ingeniero civil y agrimensor y supercentenario japonés, reconocido hasta la fecha de su muerte a la edad de 113 años y 274 días como el hombre vivo más anciano del mundo. Tanabe fue el último hombre registrado en todo el mundo cuya fecha de nacimiento data antes de 1896. 
En enero de 2009, Tomoji era la séptima persona más anciana del planeta, la tercera de Japón (le ganaban dos japonesas), y el hombre más mayor de Japón. 
Nació en Miyakonojō, Prefectura de Miyazaki. Tuvo 8 hijos, 25 nietos y 54 bisnietos. Jamás probó alcohol ni tabaco, fue el secreto de su longevidad.
Falleció en su ciudad natal, Miyakonojō, el 19 de junio de 2009, solo trece semanas antes de su 114.º cumpleaños, y fue el segundo hombre japonés más anciano (hasta el 18 de enero de 2011) y la persona más anciana nacida en la Prefectura de Miyazaki.